# Абакумово (Архангельская область)
Абакумово — деревня в Каргопольском районе Архангельской области России. Входит в состав муниципального образования «Павловское».

## История
В «Списке населённых мест Российской империи», изданном в 1879 году, населённый пункт упомянут как деревня Абакумова Каргопольского уезда (1-го стана), при реке Онеге, расположенная в 11 верстах от уездного города Каргополь. В деревне насчитывалось 8 дворов и проживало 40 человек (20 мужчин и 20 женщин). Имелись православная часовня и кузница.

В 1905 году население Абакумовой составляло 72 человека (31 мужчина и 41 женщина). Насчитывалось 11 дворов и 13 семей. Имелся скот: 12 лошадей, 15 коров и 30 голов прочего скота. В административно-территориальном отношении деревня входила в состав Надпорожского общества Надпорожской волости Каргопольского уезда.

В 1929—1967 годах деревня входила в состав Надпорожского сельсовета. С 1967 является частью Павловского сельсовета.

## География
Деревня находится в юго-западной части Архангельской области, к западу от реки Онега, на расстоянии примерно 9 километров (по прямой) к северо-северо-востоку (NNE) от города Каргополь, административного центра района.

### Часовой пояс
Абакумово, как и вся Архангельская область, находится в часовой зоне МСК (московское время). Смещение применяемого времени относительно UTC составляет +3:00.

## Население
| 2002 | 2010 | 2012 |
| ---- | ---- | ---- |
| 164  | ↘114 | ↘95  |

Национальный состав
Согласно результатам переписи 2002 года, в национальной структуре населения русские составляли 96 %.